# Berend Bomhover

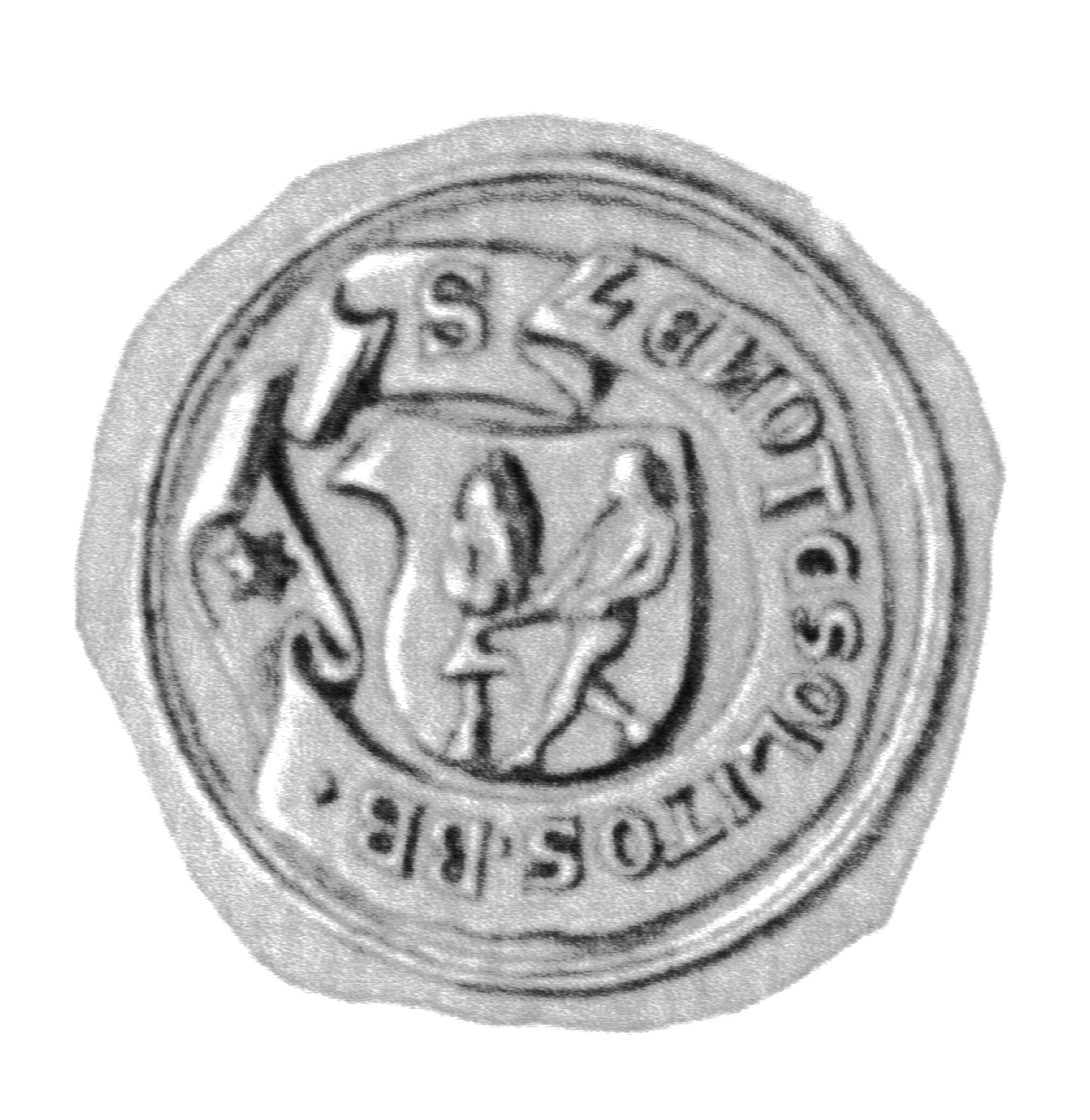
Siegel des Berend Bomhover um 1511

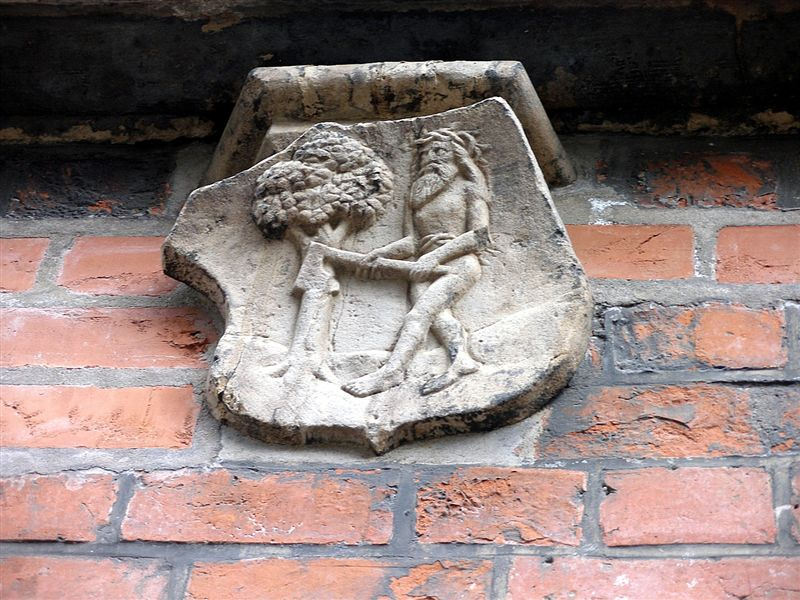
Wappen Bomhover an der Briefkapelle der Marienkirche (Lübeck)

Berend Bomhover (auch Bernd Bomhouwer oder Bomhower) (* in Münster; † 1526) war ein Ratsherr und Flottenführer der Hansestadt Lübeck.

## Leben
Bomhover stammte aus Münster. Seit 1486 ist er als Kaufmann in Lübeck nachzuweisen. 1489 war er Mitglied der Lübecker Antoniusbruderschaft. 1501 wurde er Ratsherr.
1503 begleitete er den Lübecker Gesandten Hermann Messmann nach Schweden, wo es auf diplomatischem Wege erreicht wurde, dass die Königin Christine freigelassen wurde, die nach dem Aufstand von Reichsverweser Svante Sture 1500/1501 im Kloster Vadstena gefangen gehalten wurde. Ein Travemünder Knecht, der behauptet hatte, die beiden Sendboten seien hingerichtet worden, wurde für diese Falschmeldung nach Bomhovers und Messmanns Rückkehr der Stadt verwiesen.
Zu Beginn des Dänisch-Lübischen Krieges 1509 befehligte er ebenfalls gemeinsam mit dem Ratsherrn Messmann die Lübecker Flotte gegen die von König Hans unter dessen Admiral Jens Holgersen Ulfstand. 1510 war er in Münster, um die Stadt in Verhandlungen mit den Städten des Kölner Drittels der Hanse zu vertreten. Noch im gleichen Jahr besetzte er mit der Lübecker Flotte die Insel Bornholm. Der Wendische Städtetag 1514 beauftragt ihn namens der Städte mit der Lübecker Kaufleutekorporation der Bergenfahrer zu verhandeln. 1519–22 ist er als Kämmereiherr nachgewiesen.
Er befehligte im 1522 gemeinsam mit dem ebenfalls aus Münster stammenden Ratsherrn Hermann Plönnies die Lübecker Flotte zur Unterstützung von Gustav Wasa, die am 21. Juni 1523 Stockholm einnahm und damit einen Schlusspunkt im Schwedischen Befreiungskrieg setzte. Die Bürgermeister der besiegten Stadt, die bis zuletzt zu Christian II. gestanden hatte, überreichten Bomhover und Plönnies die Stadtschlüssel als Zeichen der Unterwerfung. Dies führte dazu, dass Gustav Wasa die Handelsprivilegien Lübecks zunächst bestätigte. Das für die schwedische Nationalgeschichtsschreibung äußerst wichtige Tagebuch dieser Gesandtschaft nach Stockholm ist im Archiv der Hansestadt Lübeck erhalten. Auch Mathias Mulichs Lübecker Korrespondenten berichteten ihm brieflich von den Kämpfen.
1524 reiste Bomhover zur Krönung des neuen dänischen Königs Friedrich I. nach Kopenhagen.
Ihm gehörte das Haus Fischstraße 22.